# Romersk-katolsk sociallära
Romersk-katolsk sociallära är den romersk-katolska kyrkans samling av doktriner med avseende på frihet, social rättvisa och samhällsekonomi.
Enligt påve Johannes Paulus II utgör grunden för katolsk sociallära "mänsklig värdighet, solidaritet och subsidiaritet".
Framväxten av katolsk sociallära präglas av försök att finna balans mellan angelägenhet för hela samhället, särskilt de svaga och utsatta, och respekt för mänsklig frihet, inklusive privat äganderätt. Som uttryck för den katolska socialläran räknas en rad skrivelser av påvarna alltifrån Leo XIII. Det mest samlade och auktoritativa uttrycket för katolsk sociallära är Andra Vatikankonciliets pastoralkonstitution Gaudium et spes, utfärdad 1965.